# Großer Preis der Steiermark
Als Großer Preis der Steiermark wurden bislang zwei Rennen zur Formel-1-Weltmeisterschaft in Spielberg im Bezirk Murtal in der Steiermark ausgetragen. Das erste Rennen fand in der Saison 2020 statt. 

## Geschichte
Aufgrund der COVID-19-Pandemie wurden verschiedene Rennen der Formel-1-Weltmeisterschaft 2020 abgesagt oder verschoben. Am 2. Juni 2020 veröffentlichten die Veranstalter der Formel-1-Weltmeisterschaft einen überarbeiteten Rennkalender mit zwei Rennen innerhalb einer Woche auf dem Red Bull Ring. Da es jeweils pro Saison nur einen Grand Prix pro Land geben kann, wird bei zwei Grands Prix im selben Land üblicherweise ein anderer Name für das zweite Rennen gewählt. Die Veranstalter wählten daher für die Austragung am 12. Juli 2020 den Namen Großer Preis der Steiermark, während die Austragung am 5. Juli 2020 die übliche Bezeichnung Großer Preis von Österreich trug. Nach Absage des Großen Preises der Türkei gibt es in der Formel-1-Weltmeisterschaft 2021 erneut zwei Rennen auf dem Red Bull Ring, wobei diesmal die erste Austragung der Saison den Titel Großer Preis der Steiermark trägt.
Die erste Austragung des Steiermark-GPs gewann Lewis Hamilton vor Valtteri Bottas, seinem Teamkollegen bei Mercedes, und vor dem Red-Bull-Fahrer Max Verstappen. Bei der zweiten Austragung im folgenden Jahr gewann Verstappen vor Hamilton und Bottas.

## Ergebnisse
| Auflage | Jahr | Strecke   | Klasse | Sieger                          | Zweiter                    | Dritter                         | Pole-Position                   | Schnellste Runde                   |
| ------- | ---- | --------- | ------ | ------------------------------- | -------------------------- | ------------------------------- | ------------------------------- | ---------------------------------- |
| 01      | 2020 | Spielberg | F1     | Lewis Hamilton (Mercedes)       | Valtteri Bottas (Mercedes) | Max Verstappen (Red Bull-Honda) | Lewis Hamilton (Mercedes)       | Carlos Sainz Jr. (McLaren-Renault) |
| 02      | 2021 | Spielberg | F1     | Max Verstappen (Red Bull-Honda) | Lewis Hamilton (Mercedes)  | Valtteri Bottas (Mercedes)      | Max Verstappen (Red Bull-Honda) | Lewis Hamilton (Mercedes)          |